# Родна (Румунія)
Родна (рум. Rodna) — село у повіті Бистриця-Несеуд в Румунії. Адміністративний центр комуни Родна.
Село розташоване на відстані 345 км на північ від Бухареста, 39 км на північний схід від Бистриці, 116 км на північний схід від Клуж-Напоки.

## Населення
За даними перепису населення 2002 року у селі проживали 6078 осіб.
Національний склад населення села:
| Національність | Кількість осіб | Відсоток |
| -------------- | -------------- | -------- |
| румуни         | 5500           | 90,5%    |
| угорці         | 481            | 7,9%     |
| цигани         | 88             | 1,4%     |
| німці          | 6              | 0,1%     |

Рідною мовою назвали:
| Мова      | Кількість осіб | Відсоток |
| --------- | -------------- | -------- |
| румунська | 5920           | 97,4%    |
| угорська  | 140            | 2,3%     |
| циганська | 15             | 0,2%     |